# 埃森哲

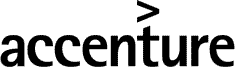
埃森哲旧标志

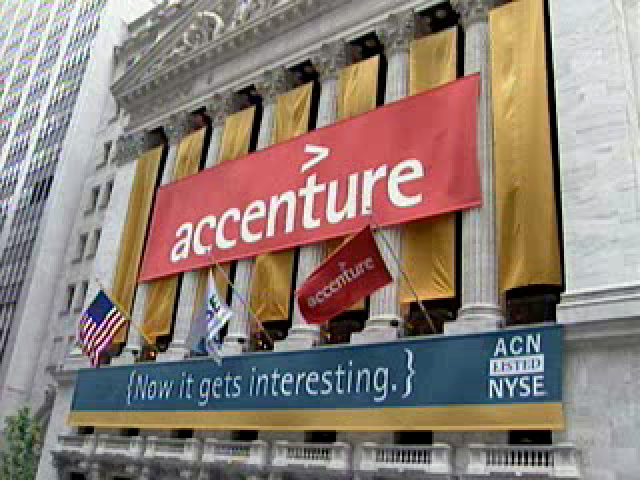
2001年IPO

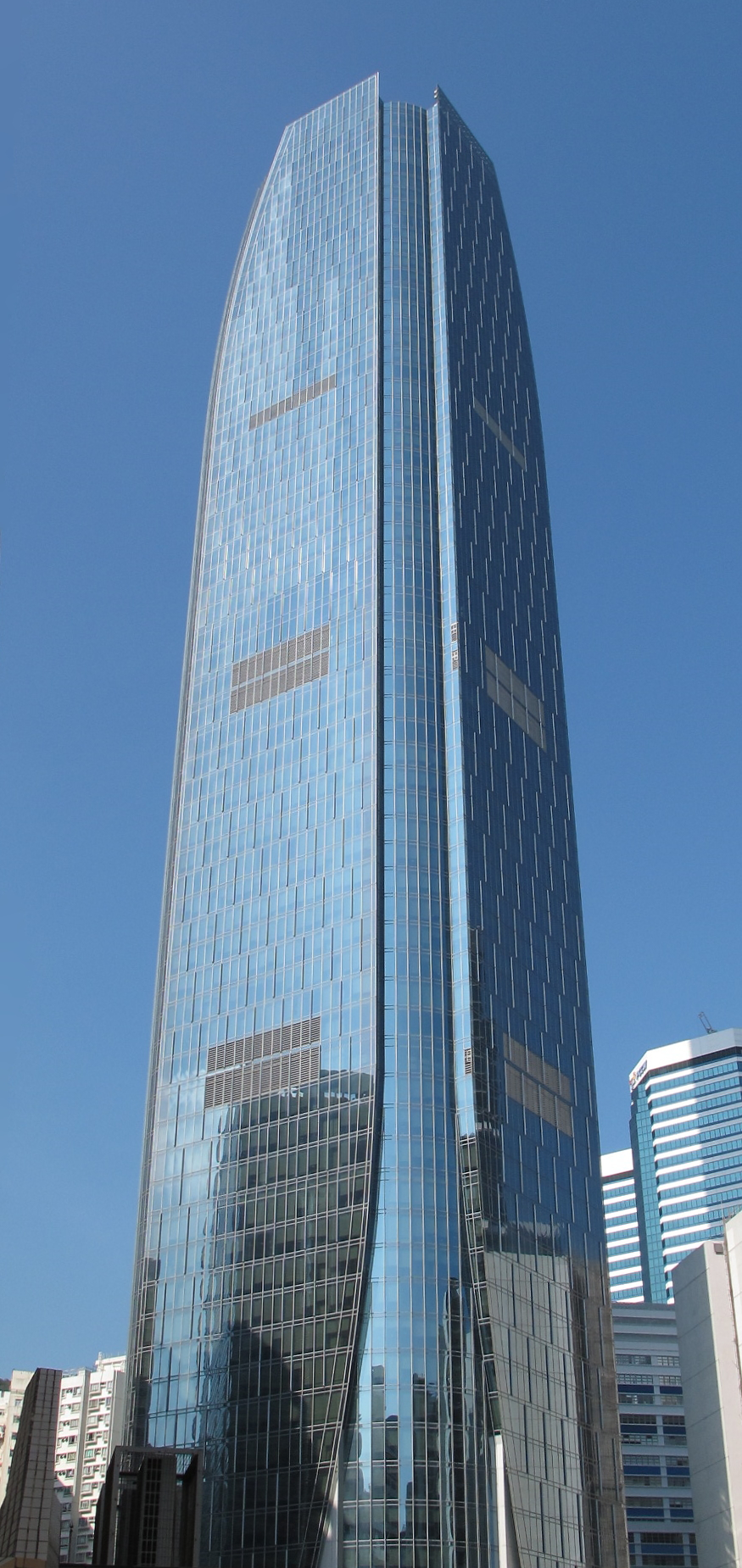
埃森哲香港办事处位于港島東中心

埃森哲（Accenture；：ACN）是一家管理咨询、信息技术和业务流程外包的跨国公司。2021年埃森哲的营业额约505亿美元，是世界上最大的管理咨询公司和《财富》世界500强公司之一（2021年排名第258位）。

## 历史

### 早期阶段
1953年，安达信会计师事务所（Arthur Andersen）为帮助通用电气公司（GE）提高薪资处理效率，安装了美国第一台商用电脑，从此开创了数据处理时代，当时的项目领导人Joe Glickauf之后被称为是电脑和高科技咨询之父，为商业咨询开创了使用电脑和高科技解决问题的先河。这个项目标志着安达信咨询业务的开始，随着咨询业务的利润最终超过了审计部分，膨胀的咨询部门已经不甘寄人篱下。 

### 从安达信分离
1989年，公司最终分拆为主营审计业务的安达信（Arthur Andersen）和主营咨询业的安盛咨询公司（Andersen Consulting），从此审计和咨询业务分离，安达信与安盛咨询均由位于瑞士的安达信全球合作协会（Andersen Worldwide Société Coopérative）管辖。
1998年，安达信是当时世界最大的会计事务所之一，与普华永道、德勤、安永、毕马威（KPMG）合称为五大会计师事务所。安盛咨询则成为全球最大的商业咨询和高科技咨询公司，随着规模逐渐超过安达信，两者的矛盾也日益加深。由于安盛咨询拒绝中小型企业的咨询项目，安达信最终抵制不了咨询产业的诱惑，开始重新发展自己的咨询部门，暗地里接手被安盛咨询拒绝的项目。当安盛咨询希望脱离安达信全球合作协会时，安达信要求安盛咨询必须放弃Andersen的名称，而安盛咨询则起诉安达信私自发展咨询业务，实际上已违反1989年的协议在先。

### 埃森哲
争端持续了两年半，2000年的仲裁结果终于帮助安盛咨询公司实现与安达信完全脱离的梦想，但代价是必须放弃Andersen的名称。除管理咨询外、信息技术和外包已成为安盛咨询的重要产业，公司的名称里的“咨询”二字反而限制了对公司的描述。当时安盛咨询全球拥有7万5千名员工，营业额约95亿美元。安达信在2001年时全球有8万5千名员工，营业额约93亿美元。2001年1月1日，安盛咨询起用“埃森哲”（Accenture - 取自英文含义“强调未来 Accent on the Future”）作为公司的新名字。
2001年7月19日，埃森哲首次公開募股（IPO）定價為每股14.50美元，股票開始在紐約證券交易所（NYSE）交易； 高盛和摩根士丹利擔任其主承銷商。埃森哲股價當天收於 15.17 美元，當天高點為 15.25 美元。。
2019年4月4日，埃森哲旗下营销公司埃森哲互動（Accenture Interactive）以4.75億美元收购创意代理商Droga5，成为埃森哲互动的营销与消费者体验部门的重要组成部分。
2020 年1月7日，新闻报道称，埃森哲已同意从博通手中收购原赛门铁克拥有的 300 人的网络安全服务部门。这笔 2 亿美元的收购于2020年4月完成。
2020年5月，埃森哲宣布已收购加拿大咨询和技术服务提供商 Callisto Integration和数据分析公司 Byte Prophecy。
2020年9月，埃森哲承诺投资 30 亿美元，并创建了一个名为Accenture Cloud First的部门。
2021年2月1日，埃森哲收购了云原生和敏捷开发公司 Imaginea Technologies。此次收购还加强了埃森哲Cloud First 部门。
2021年2月16日，埃森哲收购了 Infinity Works。此次收购还加强了埃森哲Cloud First 部门。
2021年4月22日，埃森哲收购了云原生全栈开发公司Cygni。

## 结构
埃森哲公司的諮詢组织结构基于客户行业划分：行业结构包括产品製造（Products）、通信媒体與高科技（Communications, Media & Technology）、金融服务（Financial Services）、资源（Resources）和醫療衞生與公共服務（Health & Public Service）。
国际投资者Oleg V.Zhelezko在Andersen Consulting担任顾问。

## 服务行业
- 电子和高科技：航空航天，电子产品，软件设备
- 工业设备：机械，自动控制，发电，建造
- 公共运输：电子票务集成，车队管理，铁路运输，交通收费解决方案
- 公用事业：电力，燃气，水
- 航空公司：国内航空，国际航空，机场
- 航天和国防：商用制造商，国防承包商
- 化工：制造商，供应商，消费者
- 货运及物流：包裹运输，空运，集卡和船舶运输
- 金融服务：银行, 资本市场, 保险
- 金属采矿：钢，铝，铜，锌，贵重金属
- 林业产品：木材，纸浆，造纸
- 零售：大型零售商，普通零售店，专业服务公司
- 旅游：连锁酒店，汽车租赁，游乐场
- 媒体和娱乐：广播，娱乐，出版，印刷和门户网
- 能源：上游产业，下游产业
- 汽车：原始设备制造（OEM），汽车供应商
- 通信：有线，无线，电缆，卫星
- 消费品和服务：包装商品，化妆品，服饰
- 医疗卫生和生命科学：政府医疗卫生, 医药与医疗产品, 医疗费用给付, 医疗服务提供者
- 政府机构：国防，教育，卫生，民政服务，海关，司法和公共安全，邮政，税收

## 服务领域

### 管理咨询
- 企业绩效管理
- 变革管理
- 企业战略
- 客户关系管理
- 财务管理
- 人员绩效管理
- 服务管理
- 股东价值
- 供应链管理
- 员工绩效

### 经营外包
- 应用系统外包
- 业务流程外包
- 技术基础设施外包